# Кардона (Алесандрија)
Кардона је насеље у Италији у округу Алесандрија, региону Пијемонт.
Према процени из 2011. у насељу је живело 169 становника. Насеље се налази на надморској висини од 302 м.